# Základní kámen

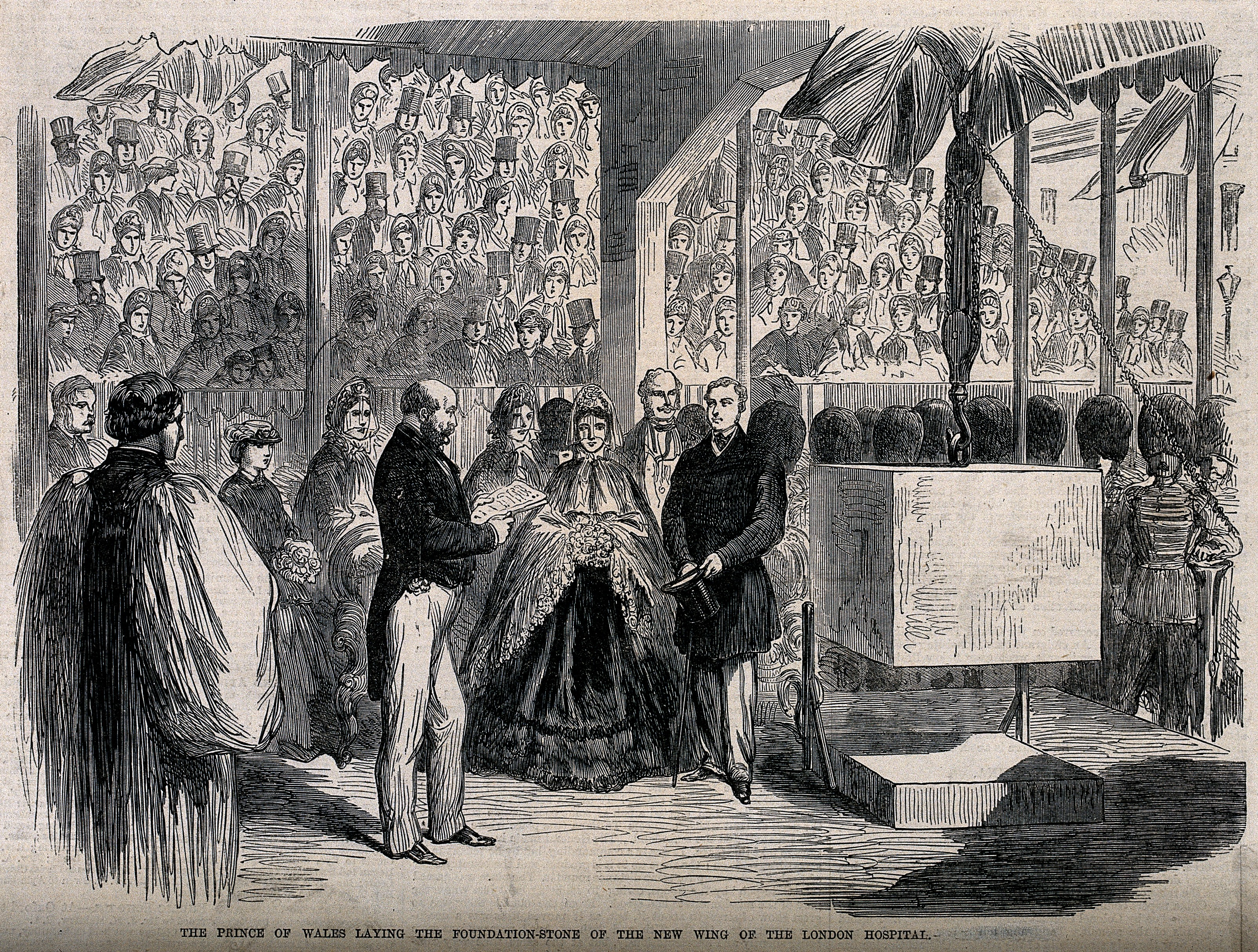
Pokládání základního kamene
(London Hospital, Whitechapel)

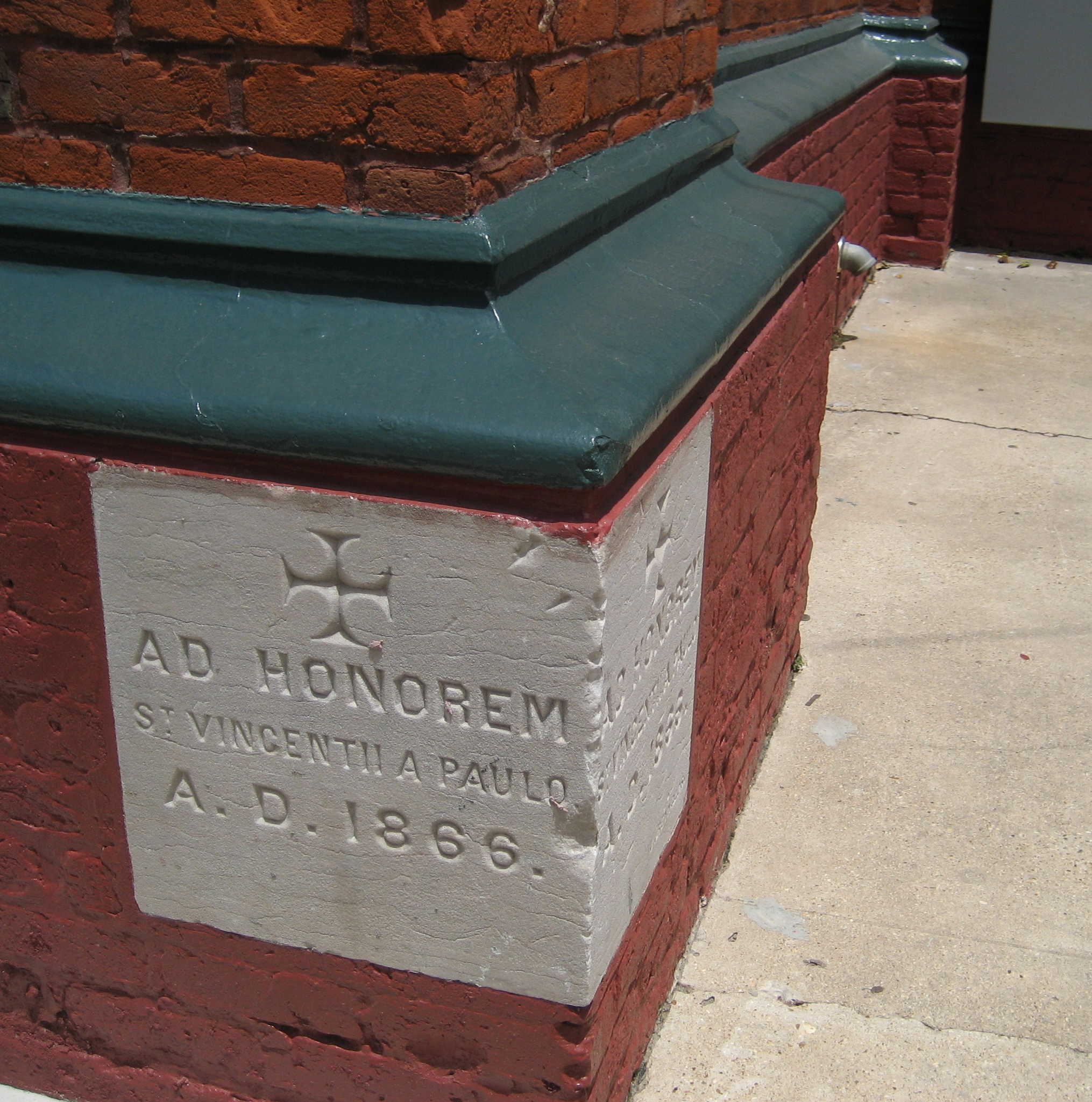
Úhelný kámen (Bywater u New Orleans)

Základní kámen je kámen, zpravidla větších rozměrů, jehož položením, provázeným slavnostním obřadem, se zahajuje stavba budovy, pomníku apod. Někdy bývá opatřen dutinou (jímkou) pro vložení dokumentů souvisejících se založením stavby. Výraz úhelný kámen se užívá, tvoří-li základní kámen základ rohu budovy.
V přeneseném významu označuje výraz základní kámen něco zásadního a nepostradatelného pro dané téma,
zatímco úhelný kámen představuje především základ směřování a ukotvení.

## Obřad kladení základního kamene
Při kladení základního kamene církevních staveb (kostelů) má obřad danou strukturu, která se skládá z úvodní části (průvod nebo shromáždění na staveništi; zpěv, pozdrav, modlitba), čtení z Písma svatého, žehnání staveniště, žehnání a uložení základního kamene a části závěrečné.
Položení základního kamene světských staveb je v některých případech též provázeno církevním požehnáním, typická je pro něj účast politiků a dalších významných osobností, doprovázená proslovy a symbolickým poklepáním kladívkem na kámen.

## Významné základní kameny (výběr)

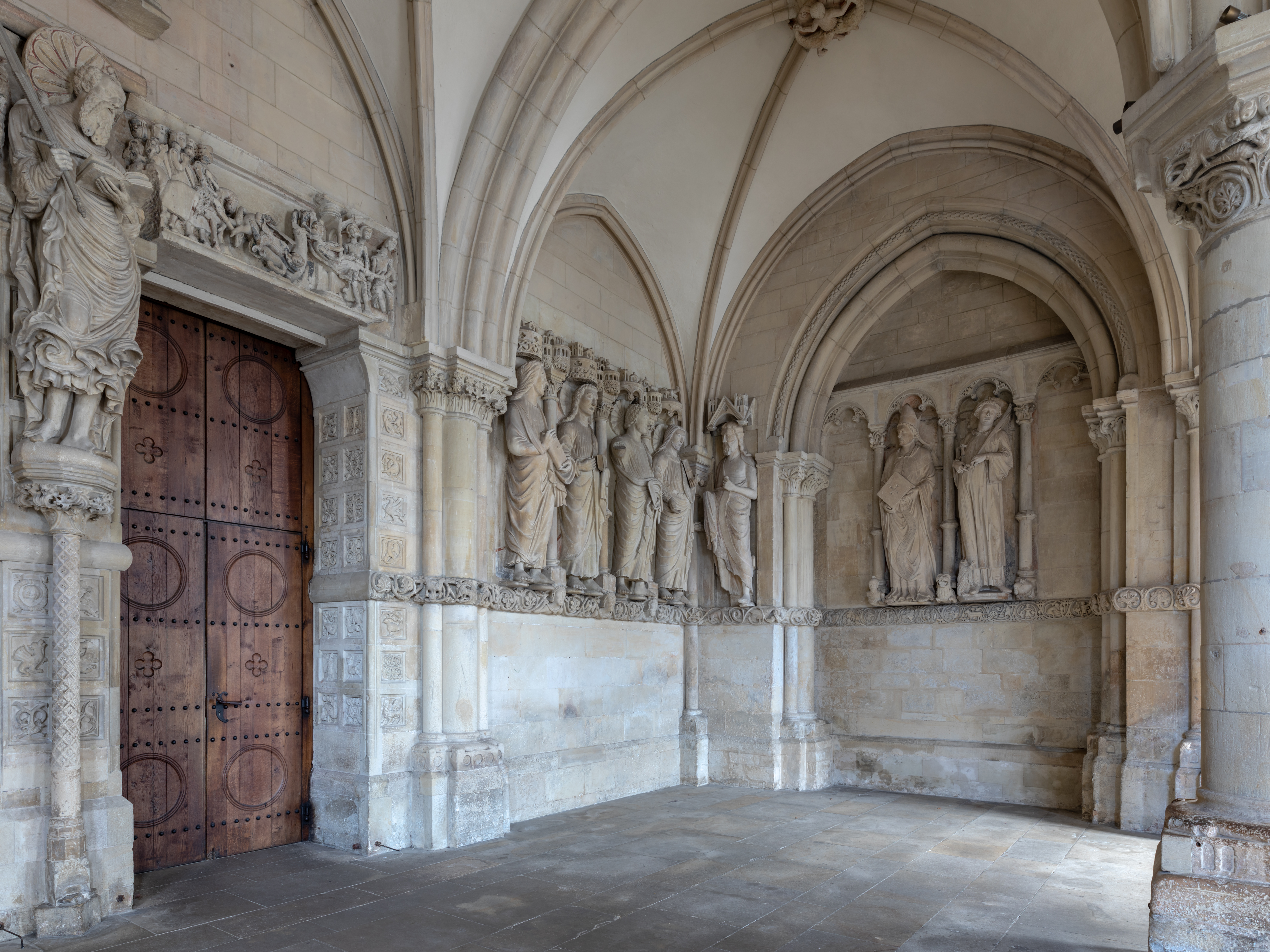
Biskup Diederich III. z Iseburgu se základním kamenem (levá z dvojice postav, katedrála sv. Pavla, Münster, Německo)

### Zahraničí

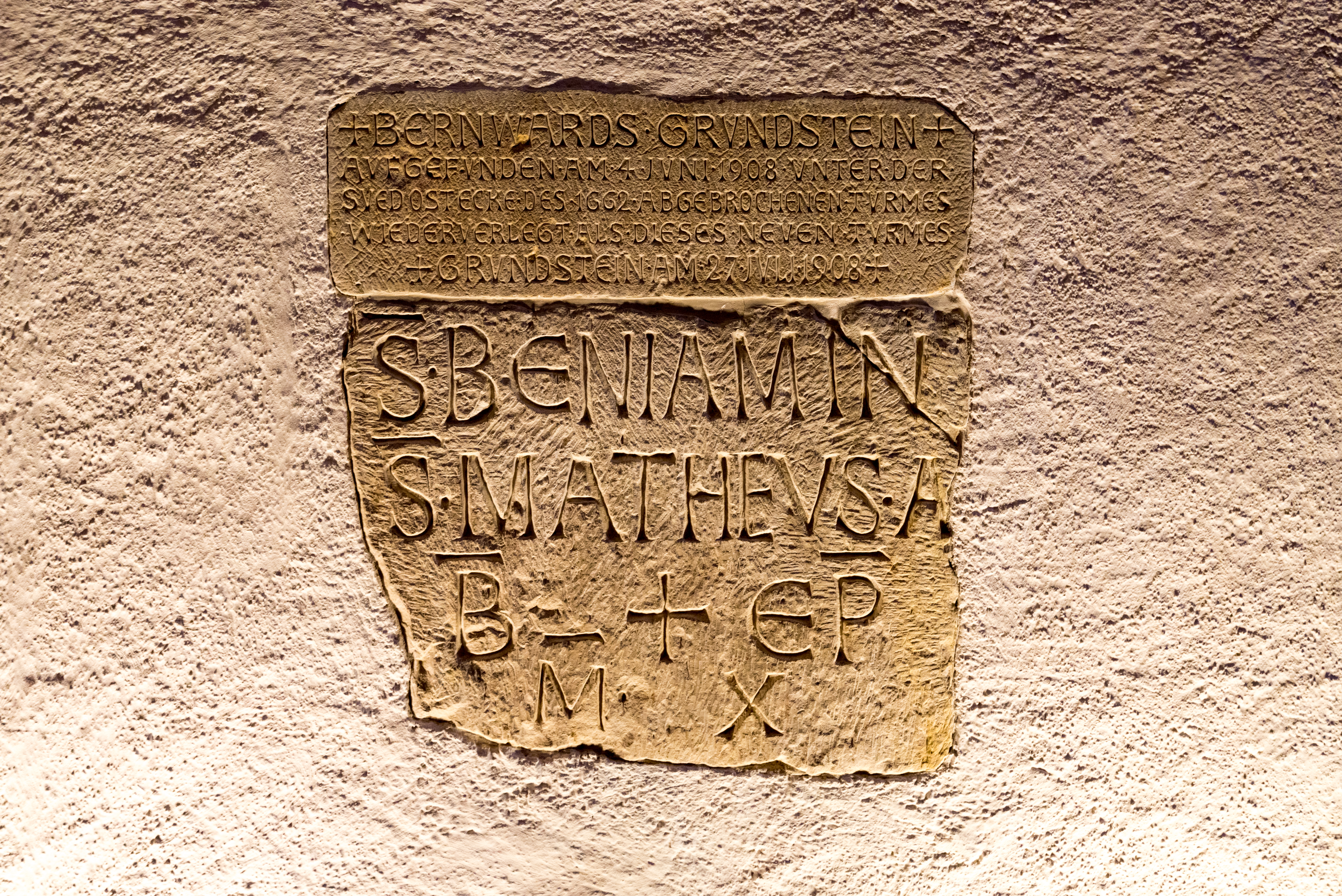
Základní kámen v Hildesheimu datovaný 1010

- Ve starověkém Egyptu byl zakladatelem chrámu faraon, který podle postavení hvězd určoval nejvhodnější termín stavby, prováděl první výkop včetně založení základního kamene.[8]
- Zmínky o úhelném kamenu existují již v Bibli.[9][10]
- Základní kámen v kostele sv. Michaela v Hildesheimu (Německo) je datován do roku 1010 (římskými číslicemi MX)[11]
- Plastika biskupa Diedericha III. von Isenburg, (asi 1230–1240) v katedrále v Münsteru je pravděpodobně jediná středověká socha donátora, který drží v rukou základní kámen.

### Katedrála svatého Víta
Základní kámen pražské katedrály svatého Víta byl položen za přítomnosti krále Jana Lucemburského a kralevice Karla 21. listopadu 1344.
Slavnost položení základního kamene dostavby katedrály se konala 2. října 1874 za přítomnosti Františka Palackého, kardinála Schwarzenberga a dalších významných osobností té doby.

### Karlův most
Často tradované položení základního kamene pražského Karlova mostu 9. července 1357 v 5 hodin 31 minut (palindrom 1-3-5-7-9-7-5-3-1) je považováno za zajímavou hypotézu, ničím nedoloženou.

### Národní divadlo
Slavnost položení základního kamene Národního divadla se konala v Praze 16. května 1868. Původně měly být dovezeny pouze dva základní kameny, z hory Říp a z Radhoště. Nakonec byly kameny přivezeny také z Blaníku a z mnoha dalších míst Čech a Moravy.

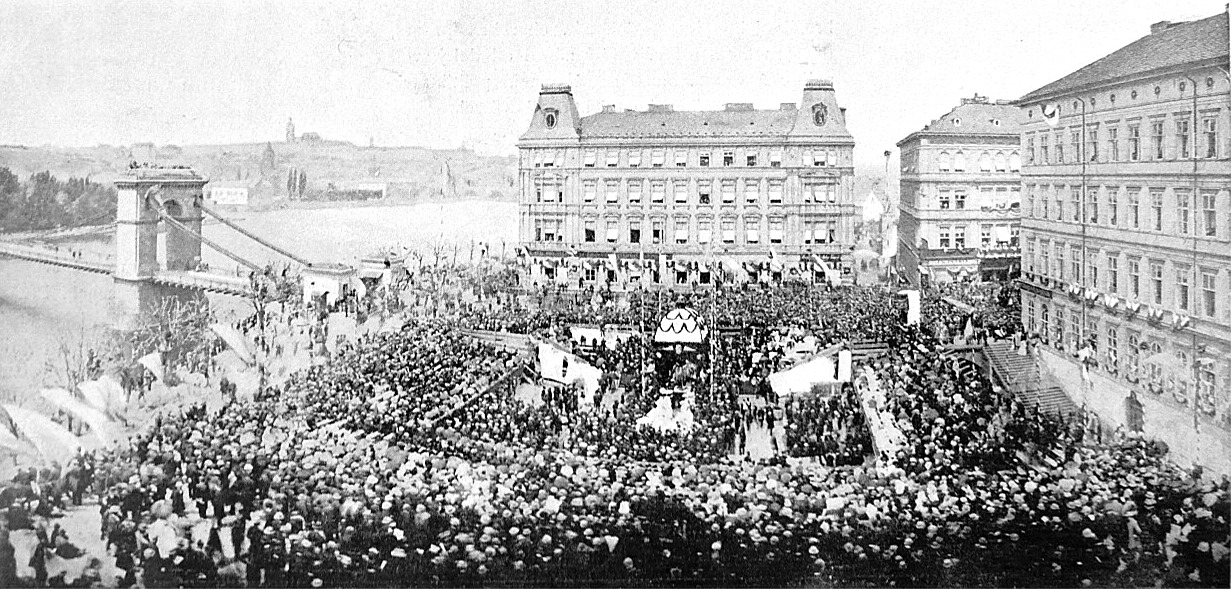
Slavnost při položení základního kamene Národního divadla
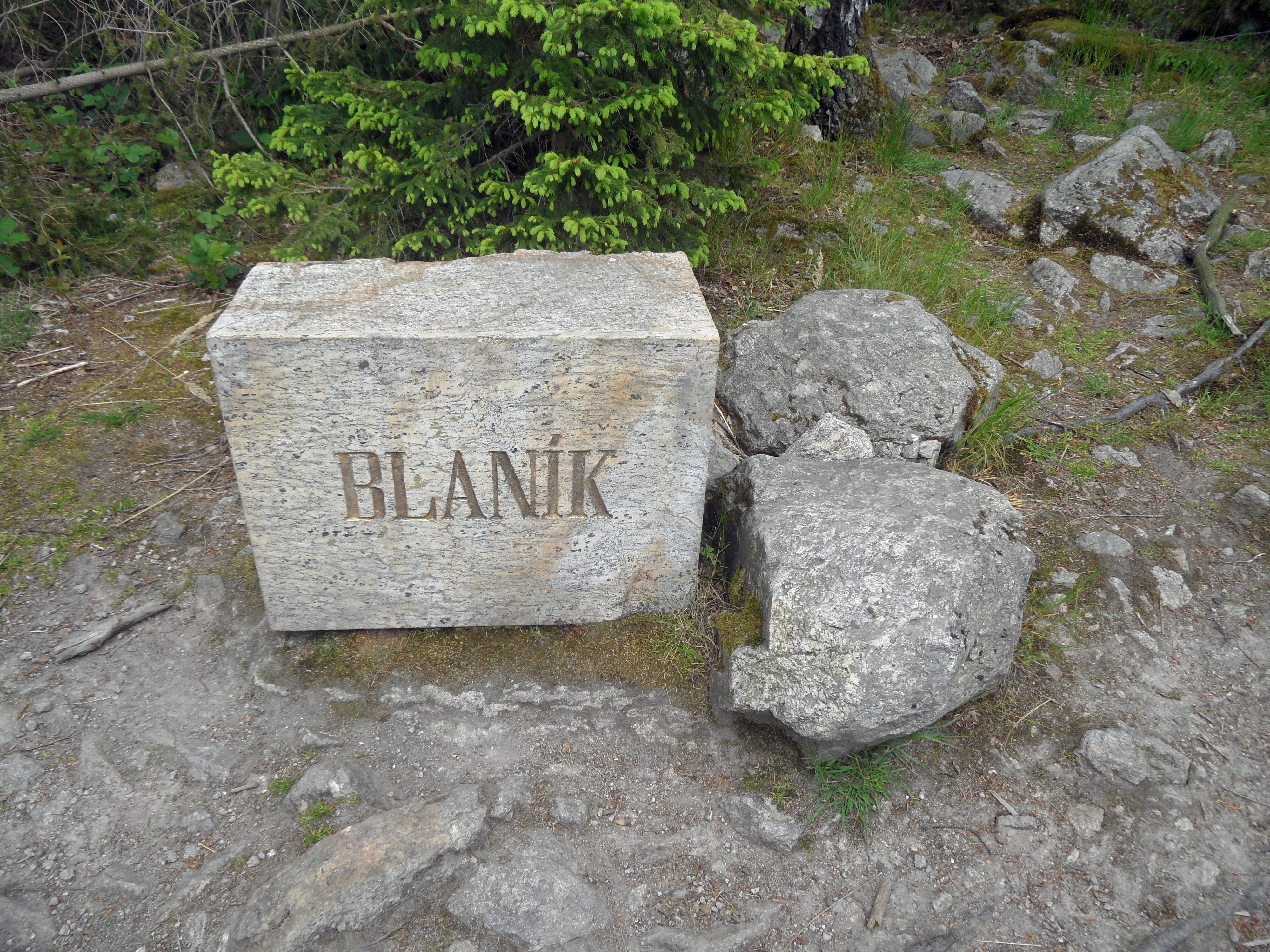
Na severním svahu Blaníku lze vidět zmenšenou kopii základního kamene